# العلاقات الباكستانية المارشالية
العلاقات الباكستانية المارشالية هي العلاقات الثنائية التي تجمع بين باكستان وجزر مارشال.

## مقارنة بين البلدين
هذه مقارنة عامة ومرجعية للدولتين:
| وجه المقارنة                                              | باكستان                     | جزر مارشال                     |
| --------------------------------------------------------- | --------------------------- | ------------------------------ |
| المساحة (كم2)                                             | 881.91 ألف                  | 181                            |
| عدد السكان (نسمة)                                         | 197.02 مليون                | 53.13 ألف                      |
| الكثافة السكانية (ن./كم²)                                 | 223.4                       | 29.35 ألف                      |
| العاصمة                                                   | إسلام آباد                  | ماجورو                         |
| اللغة الرسمية                                             | لغة إنجليزية، اللغة الأردية | لغة إنجليزية، اللغة المارشالية |
| العملة                                                    | روبية باكستانية             | دولار أمريكي                   |
| الناتج المحلي الإجمالي (بليون دولار)                      | 304.95 مليار                | 199.40 مليون                   |
| الناتج المحلي الإجمالي (تعادل القوة الشرائية) بليون دولار | 946.67 مليار                | 207.25 مليون                   |
| الناتج المحلي الإجمالي الاسمي للفرد دولار أمريكي          | 1.43 ألف                    | 3.38 ألف                       |
| الناتج المحلي الإجمالي للفرد دولار أمريكي                 | 4.81 ألف                    | 3.80 ألف                       |
| مؤشر التنمية البشرية                                      | 0.538                       |                                |
| رمز المكالمات الدولي                                      | +92                         | +692                           |
| رمز الإنترنت                                              | .pk                         | .mh                            |
| المنطقة الزمنية                                           | ت ع م+05:00                 | ت ع م+12:00                    |

## منظمات دولية مشتركة
يشترك البلدان في عضوية مجموعة من المنظمات الدولية، منها:
| علم المنظمة | اسم المنظمة                   | تاريخ انضمام باكستان | تاريخ انضمام جزر مارشال |
| ----------- | ----------------------------- | -------------------- | ----------------------- |
|             | البنك الدولي للإنشاء والتعمير | 11 يوليو 1950        | 21 مايو 1992            |
|             | بنك التنمية الآسيوي           | 1966                 | 1990                    |
|             | يونسكو                        | 14 سبتمبر 1949       | 30 يونيو 1995           |
|             | الاتحاد الدولي للاتصالات      | 26 أغسطس 1947        | 22 فبراير 1996          |
|             | مؤسسة التمويل الدولية         | 20 يوليو 1956        | 23 سبتمبر 1992          |
|             | منظمة الشرطة الجنائية الدولية | ?                    | ?                       |
|             | الأمم المتحدة                 | 30 سبتمبر 1947       | 17 سبتمبر 1991          |
|             | منظمة حظر الأسلحة الكيميائية  | ?                    | ?                       |

## وصلات خارجية
- موقع وزارة الخارجية الباكستانية